# Pfeiffera crenata
A Pfeiffera crenata egy lapított hajtású epifita kaktusz.

## Jellemzői
Csüngő hajtásai 4 m hosszúra nőhetnek, szára gazdagon elágazik, szegmensei keskenyen megnyúltak, nagyon laposak, 20–30 cm hosszúak, 30–60 mm szélesek, erősen karéjosak, erőteljes centrális tengellyel. Areolái a karéjok tövén helyezkednek el, fehéren gyapjasak, 3-8 tövist hordoznak, melyek 2–4 m hosszúak. Virágai vörösek, laterálisan jelennek meg, kicsik. Bogyóik 7 mm átmérőjűek.

## Elterjedése
Bolívia, La Paz és Cochabamba tartományok, Yungas, hegyi esőerdőkben obligát epifita (néha litofita) 900–2300 m tengerszint feletti magasságban. Csak a leírás helyéről ismert.

## Rokonsági viszonyai
A Lymanbensonia subgenus tagja. Felületesen vizsgálva szára alapján összetéveszthető az Epiphyllum crenatum taxonnal.